# Episodi di Black Spot (prima stagione)
La prima stagione della serie televisiva Black Spot, composta da 8 episodi, è stata trasmessa dal 10 aprile al 1º maggio 2017 su France 2.
In Italia, la stagione è stata interamente distribuita su Amazon Prime Video il 23 gennaio 2018.
| n° | Titolo originale                 | Titolo italiano           | Prima TV Francia | Pubblicazione Italia |
| -- | -------------------------------- | ------------------------- | ---------------- | -------------------- |
| 1  | Quand on arrive en ville         | La selva oscura           | 10 aprile 2017   | 23 gennaio 2018      |
| 2  | À quoi rêvent les loups?         | Come sognano i lupi       | 10 aprile 2017   | 23 gennaio 2018      |
| 3  | En abyme                         | Allucinazioni             | 17 aprile 2017   | 23 gennaio 2018      |
| 4  | Nous n'irons plus au bois        | L'iniziazione             | 17 aprile 2017   | 23 gennaio 2018      |
| 5  | Le bout de la route              | È finita                  | 24 aprile 2017   | 23 gennaio 2018      |
| 6  | Sombres héros                    | Eroi oscuri               | 24 aprile 2017   | 23 gennaio 2018      |
| 7  | Le secret derrière la fenêtre    | Una morte incomprensibile | 1º maggio 2017   | 23 gennaio 2018      |
| 8  | La fin n'est que le commencement | Rivelazioni               | 1º maggio 2017   | 23 gennaio 2018      |